# Leichtathletik-Weltmeisterschaften 2017/3000 m Hindernis der Männer

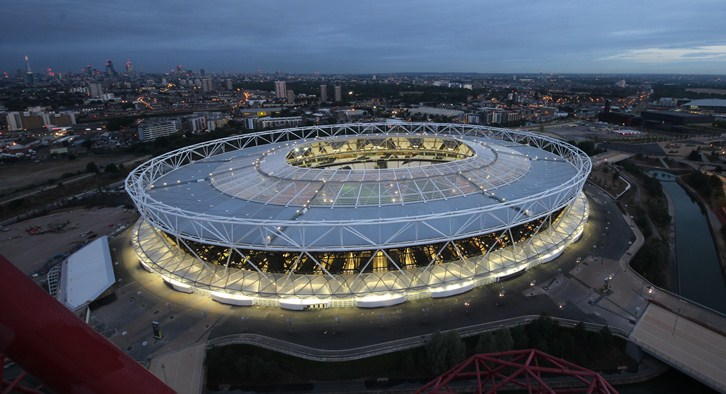
Das Olympiastadion London im Jahr 2017

Der 3000-Meter-Hindernislauf der Männer bei den Leichtathletik-Weltmeisterschaften 2017 wurde am 6. und 8. August 2017 im Olympiastadion der britischen Hauptstadt London ausgetragen.
Weltmeister wurde der aktuelle Olympiasieger und zweifache Vizeweltmeister (2013/2015) Conseslus Kipruto aus Kenia. Der Marokkaner Soufiane el-Bakkali gewann die Silbermedaille. Bronze ging an den US-amerikanischen Olympiazweiten von 2016 Evan Jager.

## Rekorde

### Bestehende Rekorde
| Weltrekord               | Saif Saaeed Shaheen | 7:53,63 min | Brüssel, Belgien          | 3. September 2004 |
| Weltmeisterschaftsrekord | Ezekiel Kemboi      | 8:00,43 min | WM in Berlin, Deutschland | 18. August 2009   |

Der bestehende WM-Rekord wurde bei diesen Weltmeisterschaften nicht eingestellt und nicht verbessert.

### Rekordverbesserung
Es wurde ein Landesrekord aufgestellt:

8:33,76 min – Hossein Keyhani (Iran), erster Vorlauf am 6. August

## Vorläufe
Aus den drei Vorläufen qualifizierten sich die jeweils drei Ersten jedes Laufes – hellblau unterlegt – und zusätzlich die sechs Zeitschnellsten – hellgrün unterlegt – für das Halbfinale.

### Lauf 1

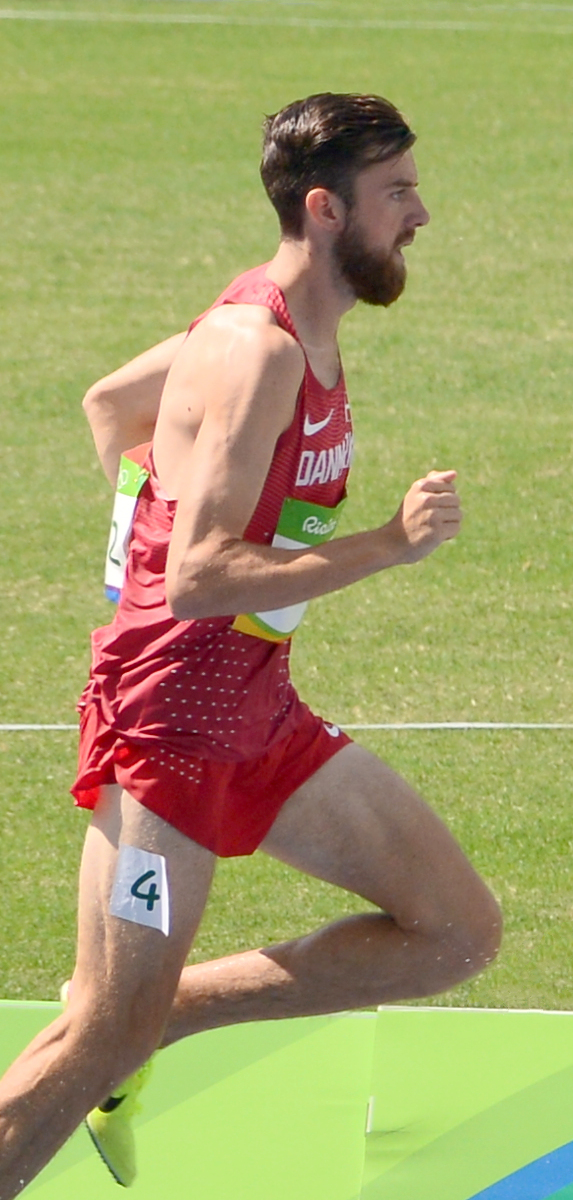
Ole Hesselbjerg – ausgeschieden als Achter in 8:27,86 min
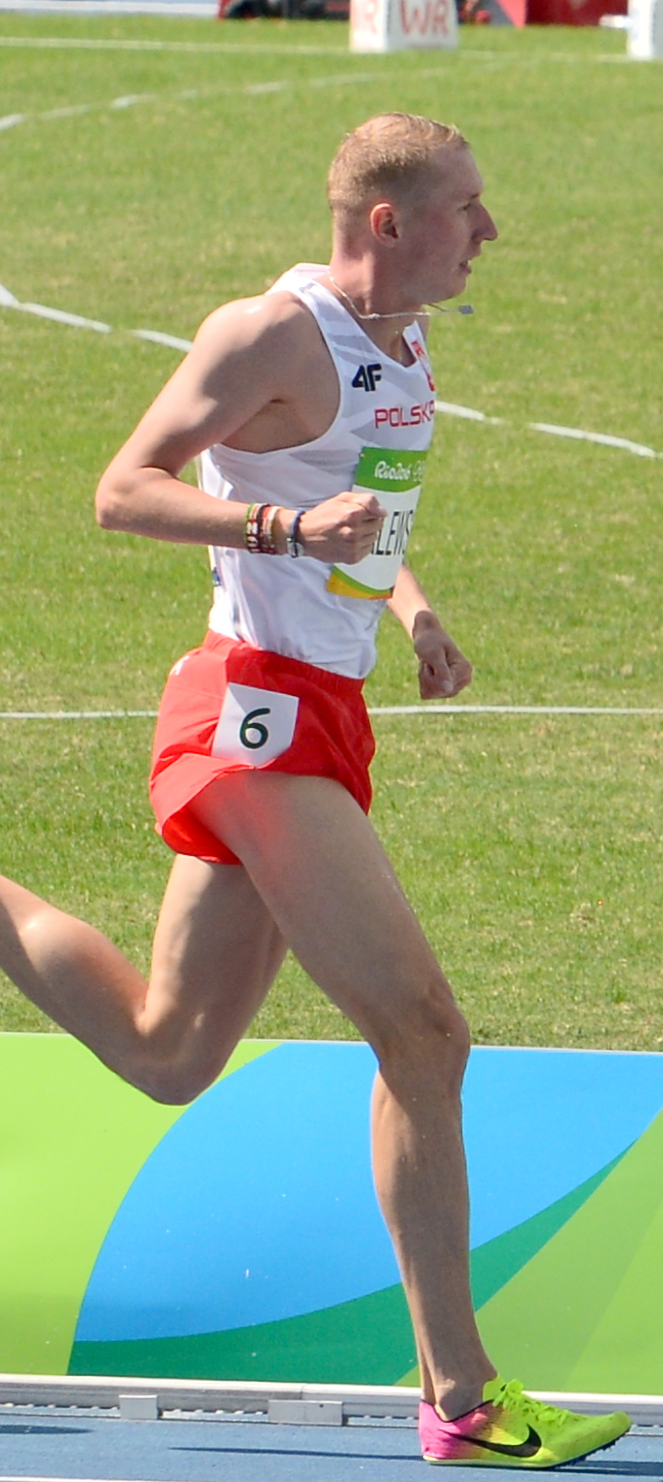
Krystian Zalewski – ausgeschieden als Neunter in 8:28,41 min
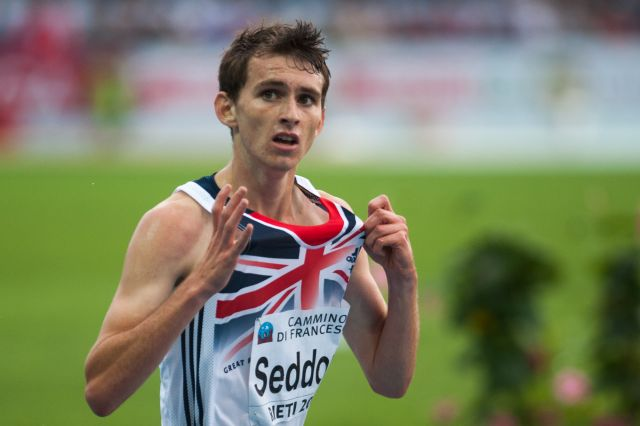
Zak Seddon – ausgeschieden als Zehnter in 8:32,84 min

6. August 2017, 10:05 Uhr Ortszeit (11:05 Uhr MESZ)
| Platz | Name                | Land           | Zeit (min) |
| ----- | ------------------- | -------------- | ---------- |
| 1     | Soufiane el-Bakkali | Marokko        | 8:22,60    |
| 2     | Mahiedine Mekhissi  | Frankreich     | 8:22,83    |
| 3     | Getnet Wale         | Äthiopien      | 8:23,00    |
| 4     | Bilal Tabti         | Algerien       | 8:23,28    |
| 5     | Jairus Birech       | Kenia          | 8:23,84    |
| 6     | Jacob Araptany      | Uganda         | 8:25,86    |
| 7     | Ala Zoghlami        | Italien        | 8:26,18 PB |
| 8     | Ole Hesselbjerg     | Dänemark       | 8:27,86 PB |
| 9     | Krystian Zalewski   | Polen          | 8:28,41    |
| 10    | Zak Seddon          | Großbritannien | 8:32,84    |
| 11    | Hossein Keyhani     | Iran           | 8:33,76 NR |
| 12    | José Peña           | Venezuela      | 8:37,15    |
| 13    | Sebastián Martos    | Spanien        | 8:51,57    |
| 14    | Tarık Langat Akdağ  | Türkei         | 8:53,42    |
| DNF   | Emil Blomberg       | Schweden       |            |

Weitere im ersten Vorlauf ausgeschiedene Hindernisläufer:

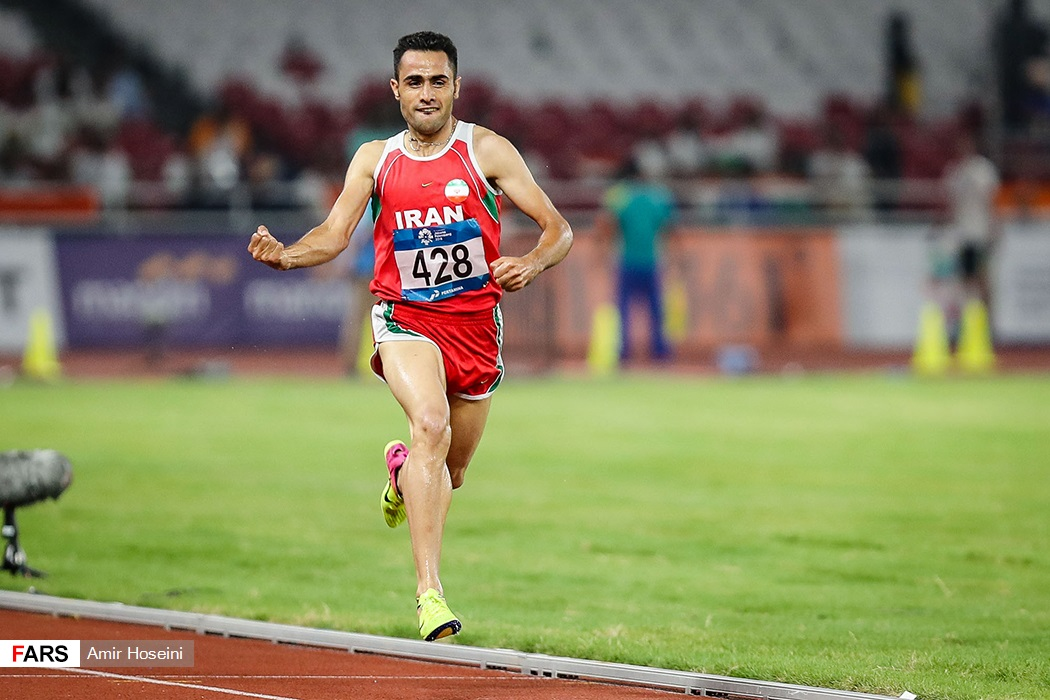
Hossein Keyhani – Rang elf mit iranischem Landesrekord in 8:33,76 min
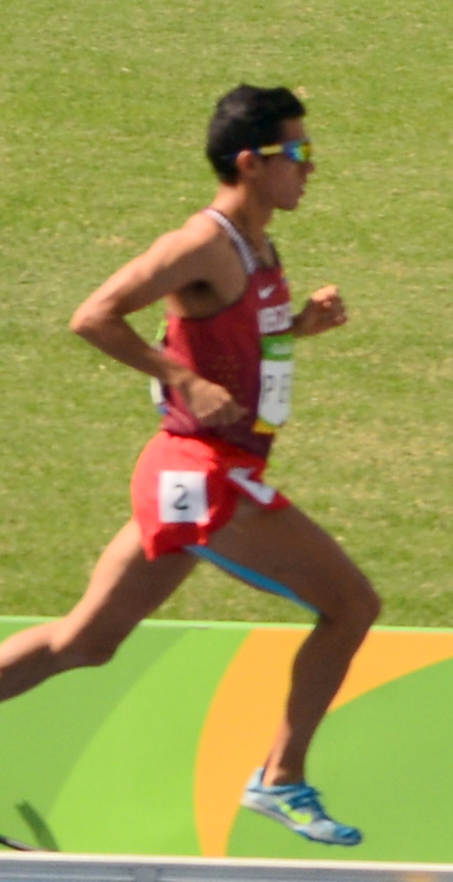
José Peña Rang zwölf in 8:37,15 min
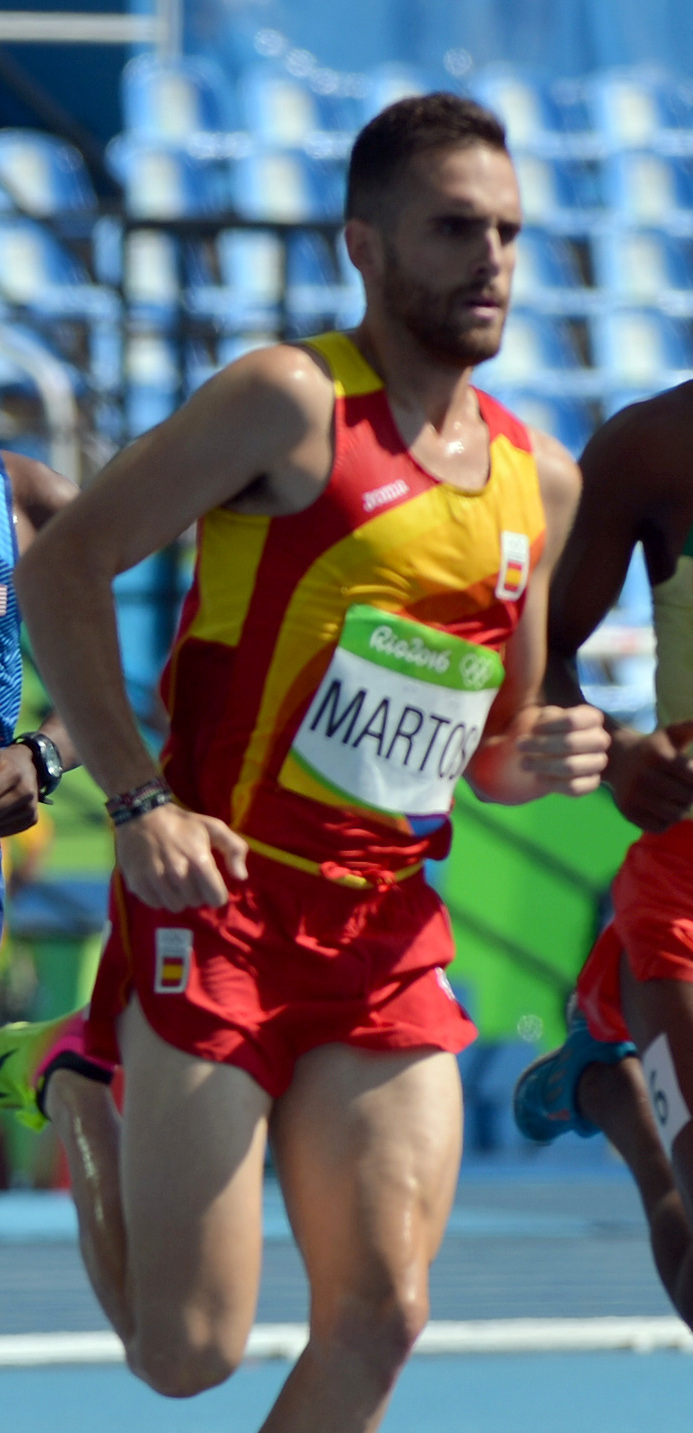
Sebastián Martos Rang dreizehn in 8:51,57 min
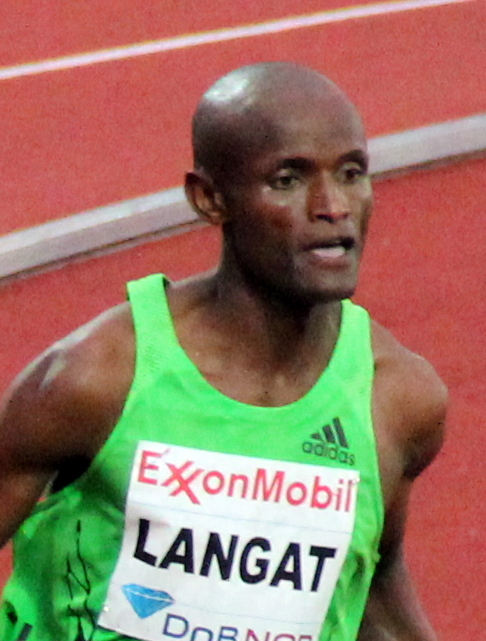
Tarık Langat Akdağ Rang vierzehn in 8:53,42 min
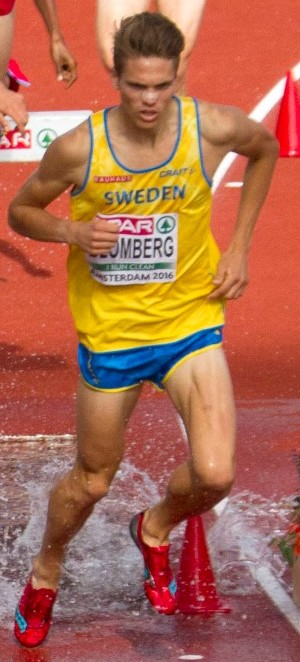
Emil Blomberg nicht im Ziel

### Lauf 2

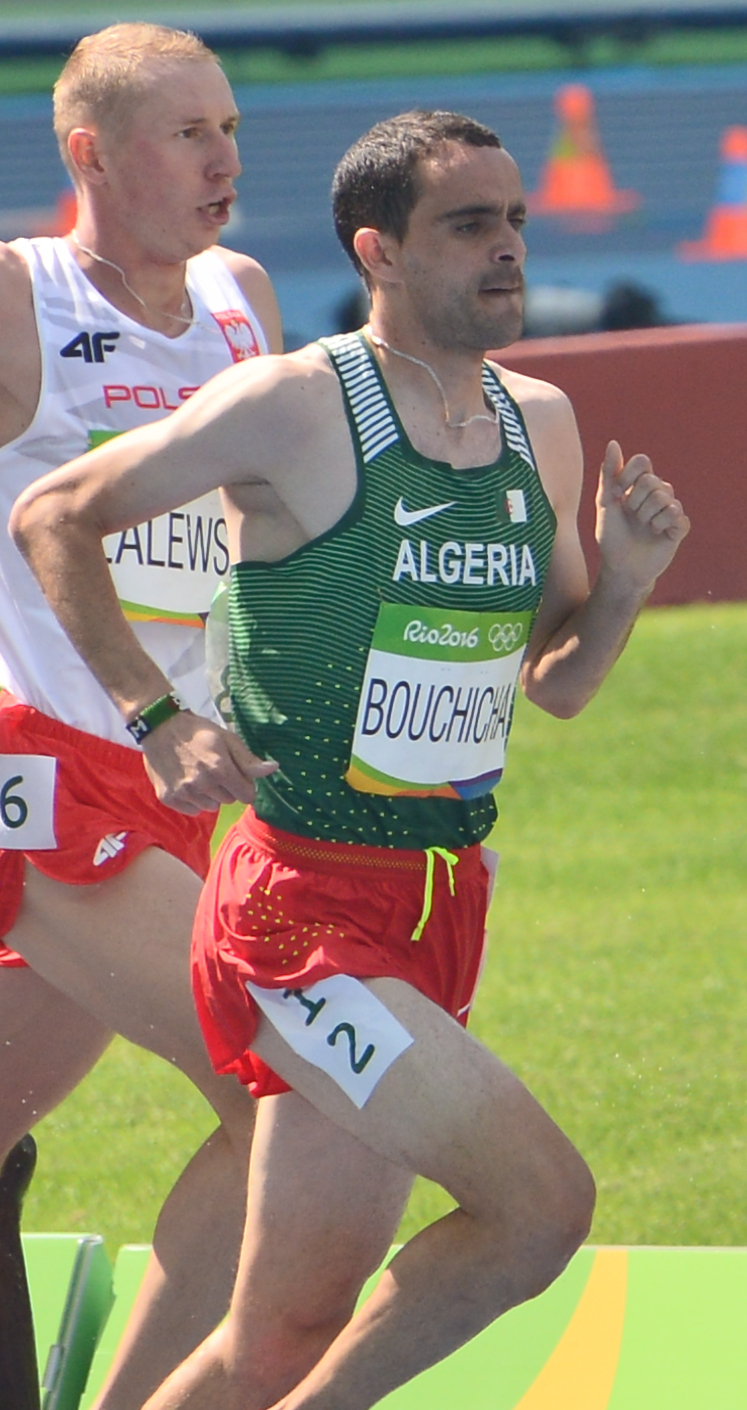
Hicham Bouchicha – ausgeschieden als Sechster in 8:30,01 min

6. August 2017, 10:22 Uhr Ortszeit (11:22 Uhr MESZ)
| Platz | Name                   | Land           | Zeit (min) |
| ----- | ---------------------- | -------------- | ---------- |
| 1     | Evan Jager             | USA            | 8:20,36    |
| 2     | Tafese Seboka          | Äthiopien      | 8:20,48    |
| 3     | Yoann Kowal            | Frankreich     | 8:20,60    |
| 4     | Ezekiel Kemboi         | Kenia          | 8:20,61 SB |
| 5     | Albert Chemutai        | Uganda         | 8:23,18 PB |
| 6     | Hicham Bouchicha       | Algerien       | 8:30,01    |
| 7     | Mohamed Ismail Ibrahim | Dschibuti      | 8:33,77    |
| 8     | Abdoullah Bamoussa     | Italien        | 8:34,86    |
| 9     | Yemane Haileselassie   | Eritrea        | 8:35,73    |
| 10    | Fernando Carro         | Spanien        | 8:38,42    |
| 11    | Hicham Sigueni         | Marokko        | 8:44,74    |
| 12    | Mitko Zenow            | Bulgarien      | 8:45,21    |
| 13    | Hironori Tsuetaki      | Japan          | 8:45,81    |
| 14    | Raouf Boubaker         | Tunesien       | 8:46,25    |
| 15    | Ieuan Thomas           | Großbritannien | 8:52,96    |

Weitere im zweiten Vorlauf ausgeschiedene Hindernisläufer:

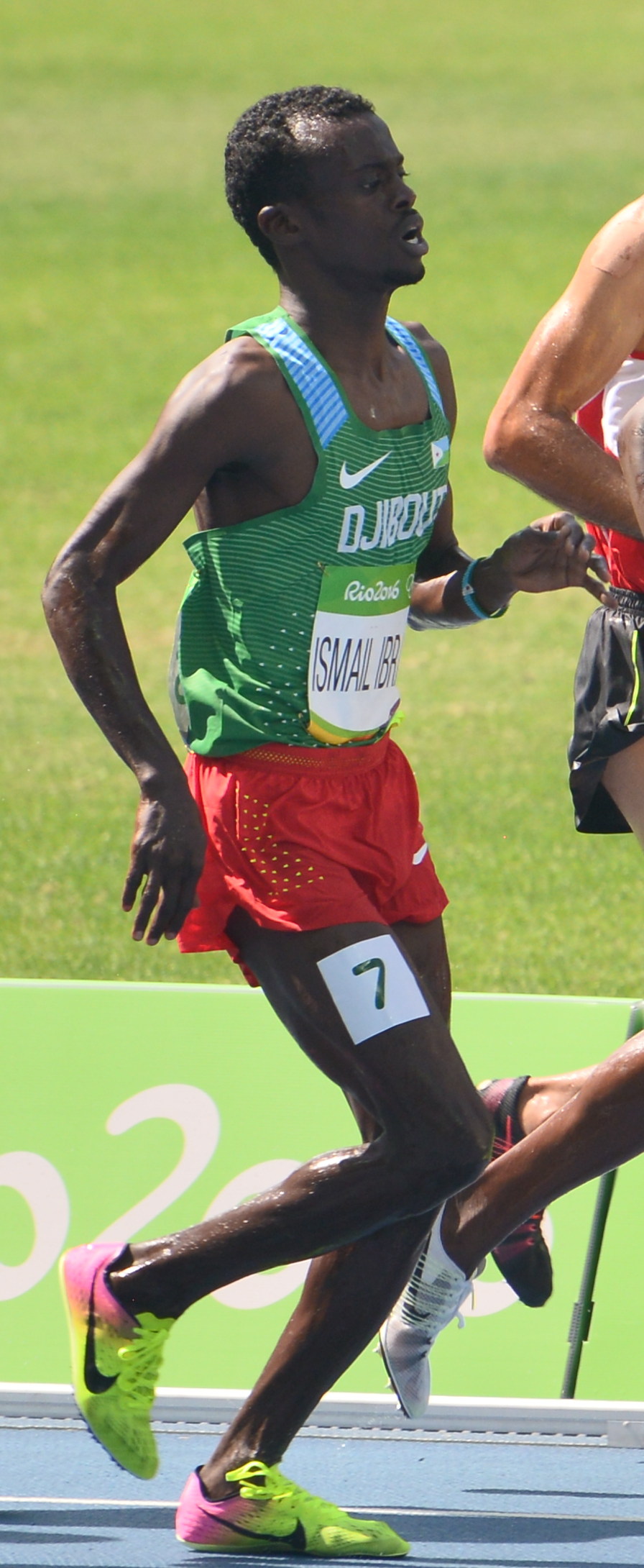
Mohamed Ismail Ibrahim Rang sieben in 8:33,77 min
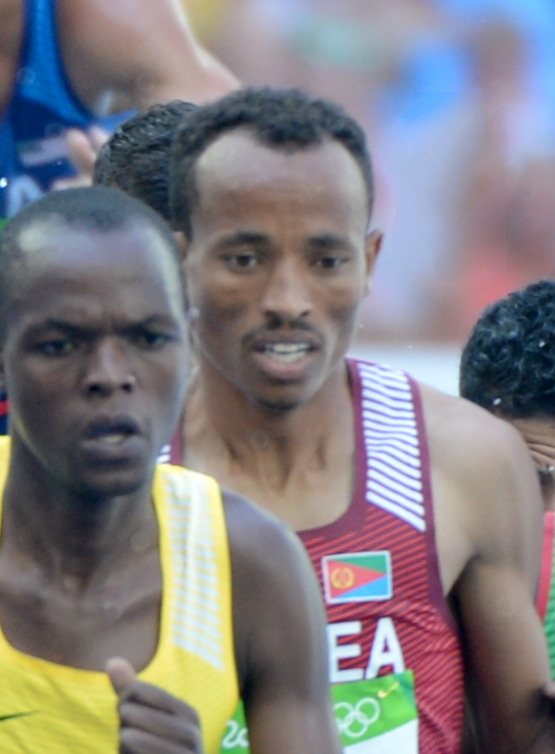
Yemane Haileselassie Rang neun in 8:35,73 min
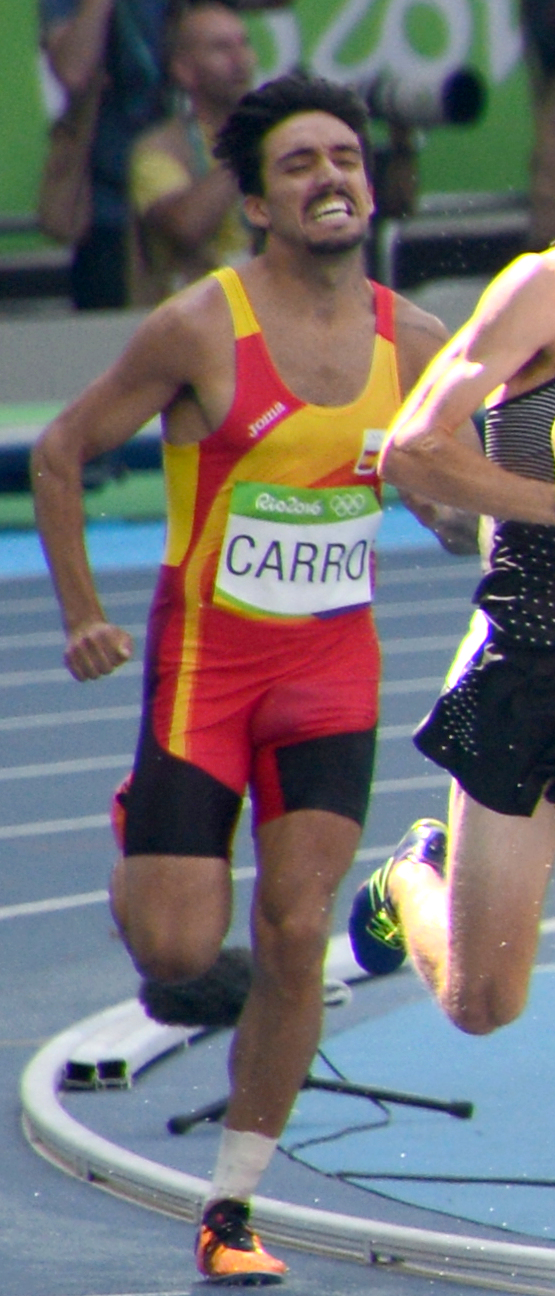
Fernando Carro Rang zehn in 8:38,42 min
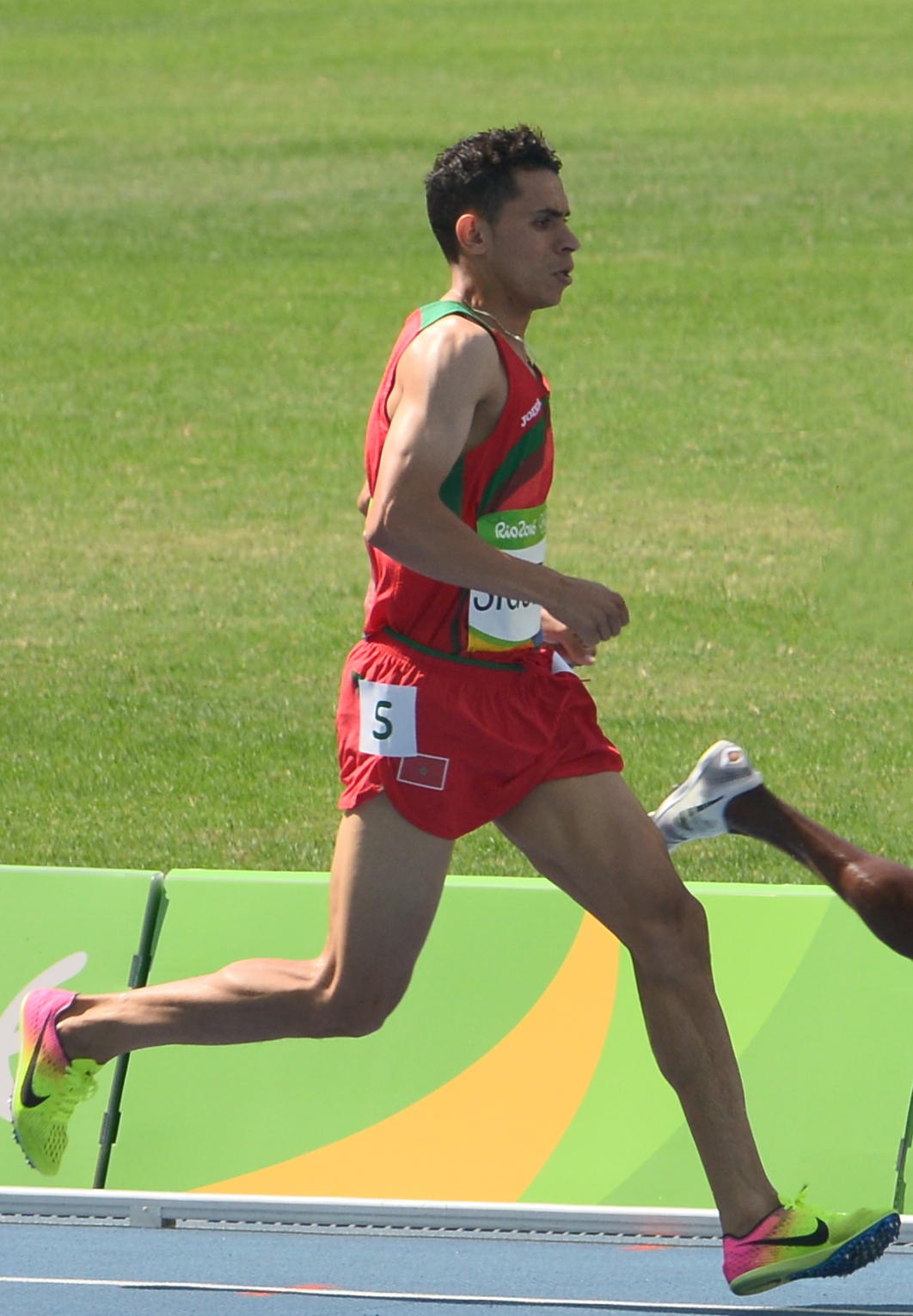
Hicham Sigueni Rang elf in 8:44,74 min
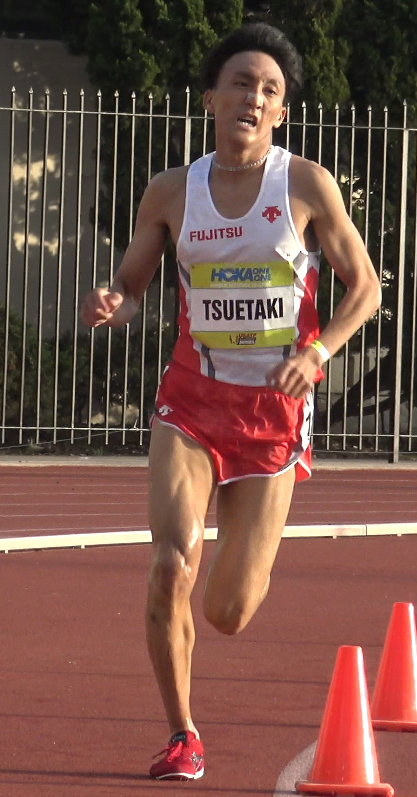
Hironori Tsuetaki Rang dreizehn in 8:45,81 min

### Lauf 3

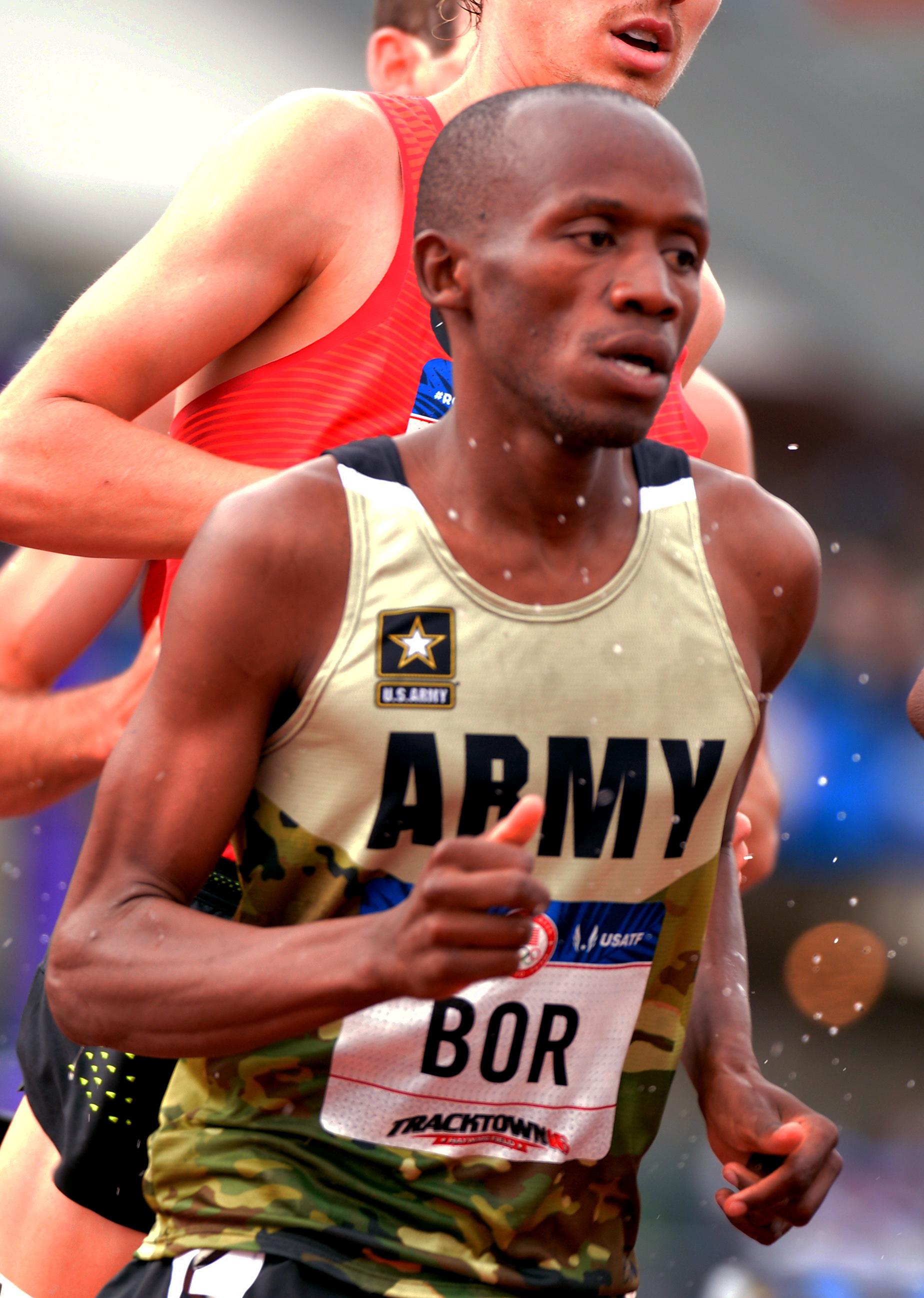
Hillary Bor – ausgeschieden als Fünfter in 8:27,53 min
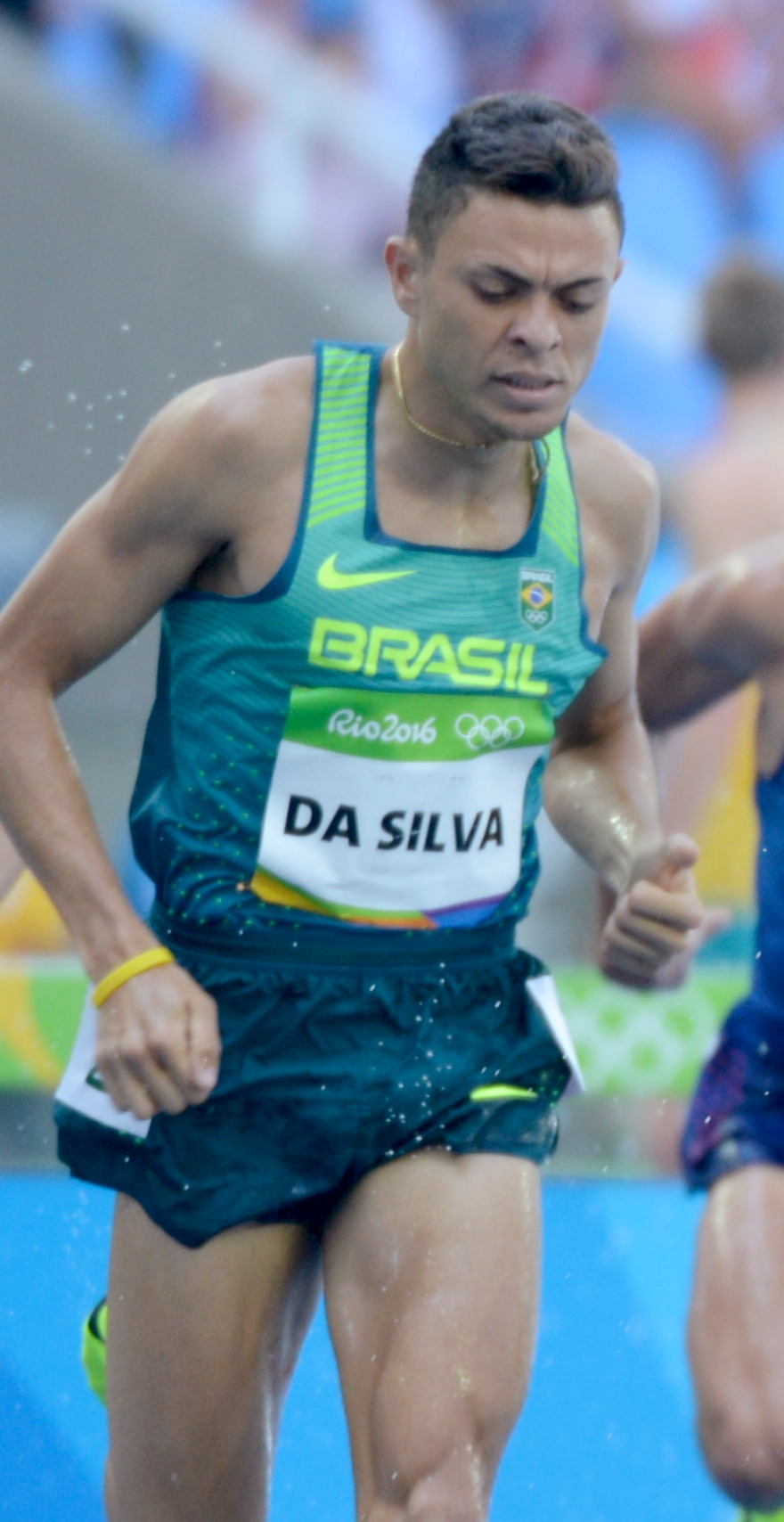
Altobeli da Silva – ausgeschieden als Sechster in 8:31,82 min

6. August 2015, 10:39 Uhr Ortszeit (11:39 Uhr MESZ)
| Platz | Name                  | Land           | Zeit (min) |
| ----- | --------------------- | -------------- | ---------- |
| 1     | Conseslus Kipruto     | Kenia          | 8:23,80    |
| 2     | Stanley Kebenei       | USA            | 8:24,19    |
| 3     | Matthew Hughes        | Kanada         | 8:24,79 SB |
| 4     | Tesfaye Deriba        | Äthiopien      | 8:25,33    |
| 5     | Hillary Bor           | USA            | 8:27,53    |
| 6     | Altobeli da Silva     | Brasilien      | 8:31,82    |
| 7     | Brimin Kiprop Kipruto | Kenia          | 8:33,33    |
| 8     | Jakob Ingebrigtsen    | Norwegen       | 8:34,88    |
| 9     | Napoleon Solomon      | Schweden       | 8:35,95    |
| 10    | Yohanes Chiappinelli  | Italien        | 8:36,48    |
| 11    | Jonathan Romeo        | Spanien        | 8:38,05    |
| 12    | Mohamed Tindouft      | Marokko        | 8:40,99    |
| 13    | Boniface Abel Sikowo  | Uganda         | 8:43,86    |
| 14    | Stewart McSweyn       | Australien     | 8:47,53    |
| 15    | Rob Mullett           | Großbritannien | 8:47,99    |

Weitere im ten Vorlauf ausgeschiedene Hindernisläufer:

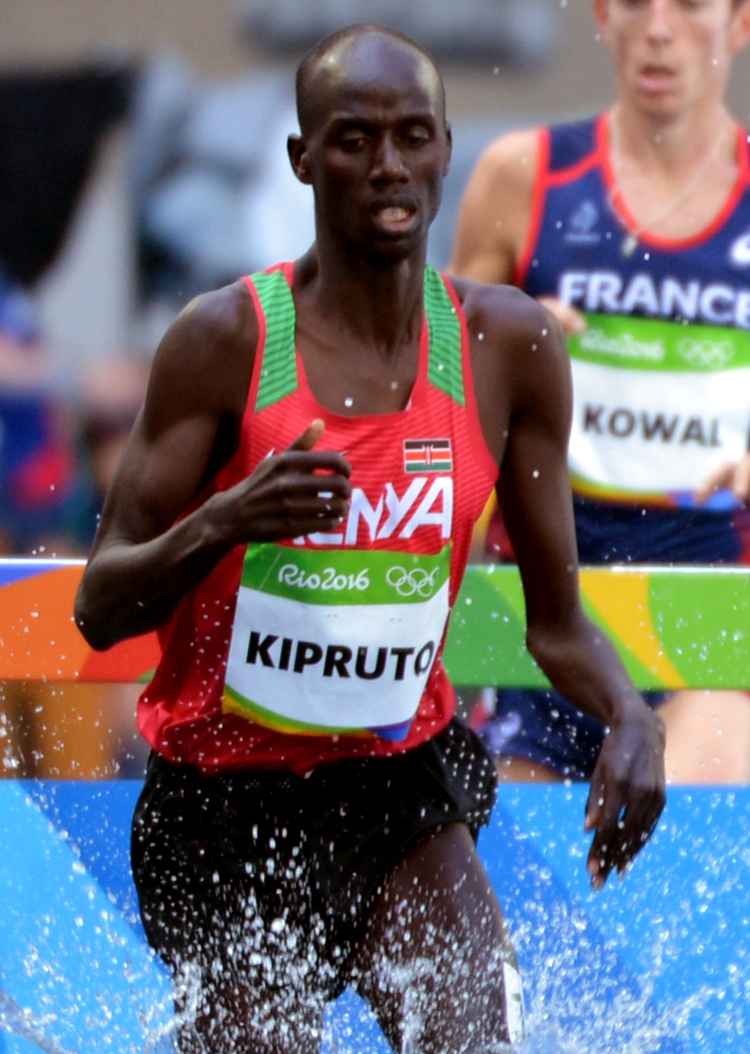
Brimin Kiprop Kipruto Rang sieben in 8:33,33 min
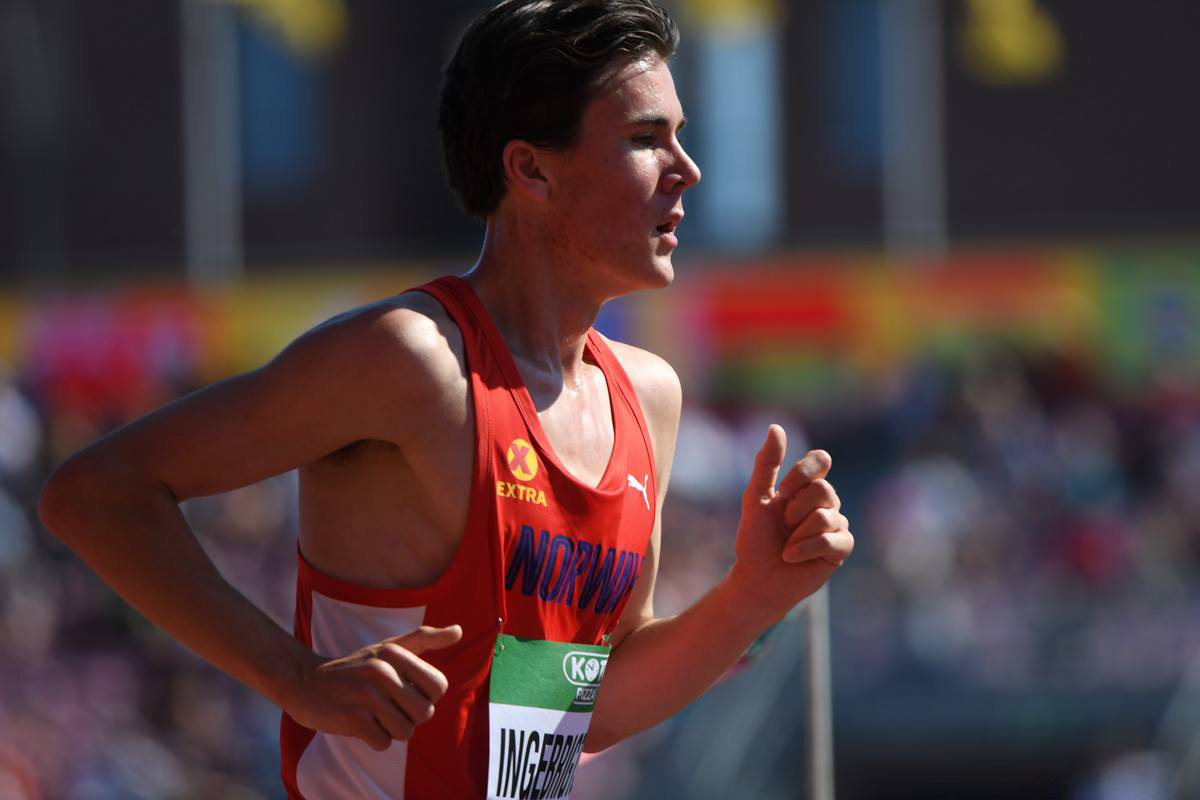
Jakob Ingebrigtsen Rang acht in 8:34,88 min
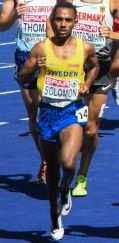
Napoleon Solomon Rang neun in 8:35,95 min
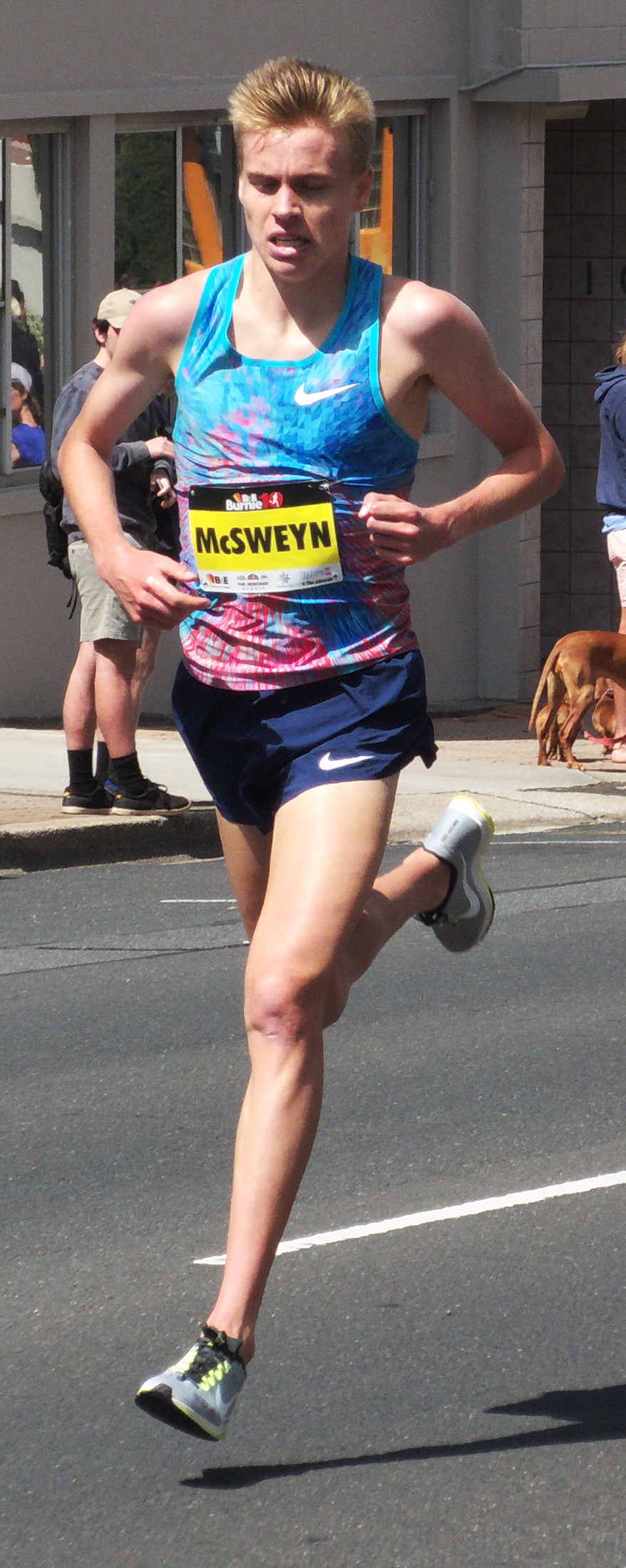
Stewart McSweyn Rang vierzehn in 8:47,53 min
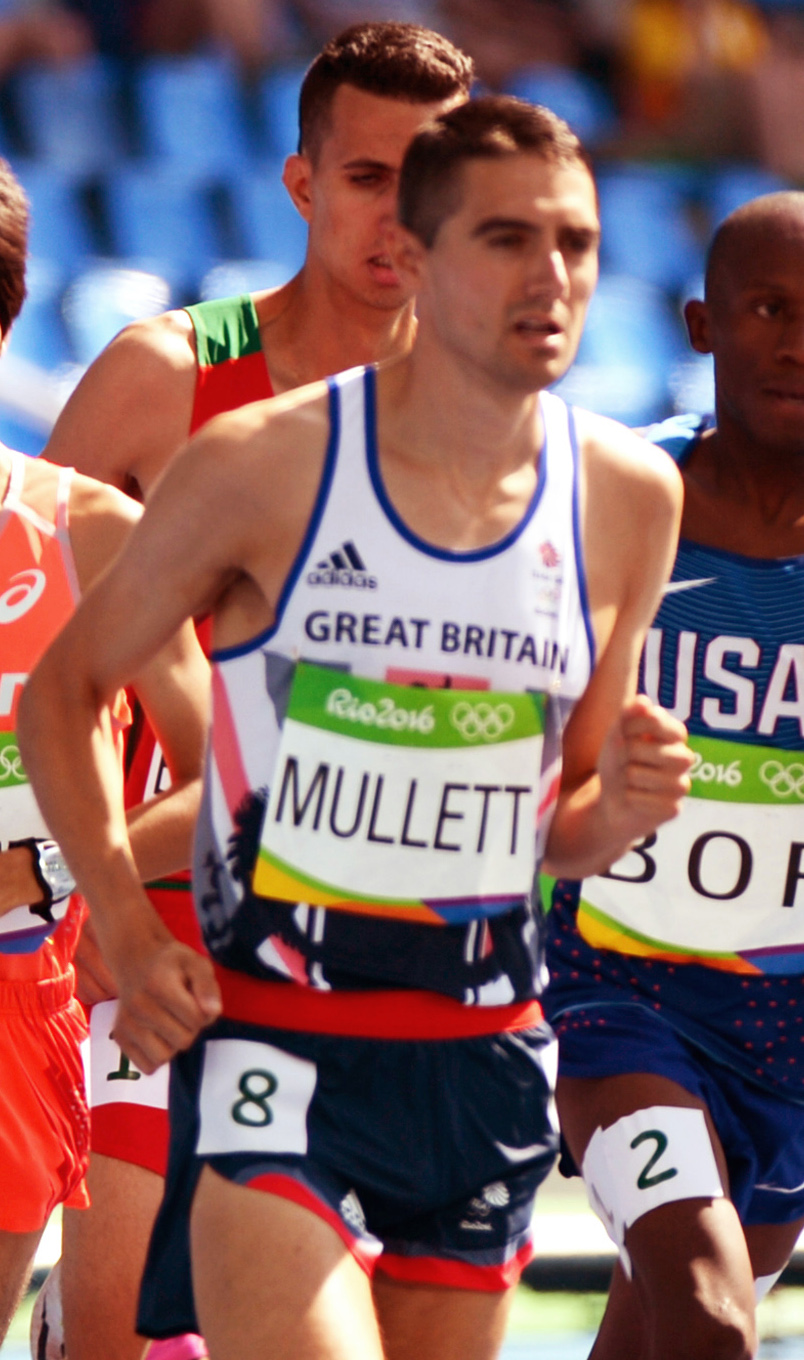
Rob Mullett Rang fünfzehn in 8:47,99 min

## Finale
8. August 2017, 21:10 Uhr Ortszeit (22:10 Uhr MESZ)
Topfavoriten waren wie immer in den letzten Jahren die Läufer aus Kenia, allen voran der Olympiasieger von 2016 und Vizeweltmeister von 2013/2015 Conseslus Kipruto sowie der Weltmeister von 2013 und 2015 Ezekiel Kemboi. Dritter Kenianer im Finale war Jairus Birech, der allerdings im Vorlauf nicht besonders überzeugt hatte. Der vierte Teilnehmer aus Kenia, der WM-Dritte von 2015 Brimin Kipruto, war überraschend bereits in der Vorrunde ausgeschieden. Zu den Hauptkonkurrenten für die Kenianer zählten der US-amerikanische Olympiazweite von 2016 Evan Jager und der französische Olympiazweite von 2012 Mahiedine Mekhissi, auch Olympiadritter von 2016 und WM-Dritter von 2013.
Das Finale begann in gemäßigtem Tempo. Meist führte Birech das dicht gedrängte Feld an. Vorne lagen auch Kipruto, Jager sowie die Äthiopier Getnet Wale und Tesfaye Deriba. Die ersten tausend Meter wurden in 2:51,81 min zurückgelegt. Dann übernahm Jager die Führungsarbeit und verschärfte das Tempo. So war der zweite Kilometer mit 2:43,65 min deutlich schneller als der erste. Das Feld zog sich nun deutlich mehr auseinander. Dem US-Amerikaner folgten die drei Kenianer und der Marokkaner Soufiane El Bakkali. Bald musste Birech abreißen lassen und hinter Jager, Kipruto, Kemboi und El Bakkali tat sich eine Lücke zu den Verfolgern auf. Den vier Führenden folgte mit Stanley Kebenei ein weiterer US-Amerikaner. Zu den nächsten Läufern gab es hinter Kebenei eine weitere Lücke. Auf der vorletzten Runde konnte auch Titelverteidiger Kemboi das Tempo der Spitzenreiter nicht mehr halten. Er fiel immer weiter zurück, wurde bald von Kebenei und dann auch von weiteren Teilnehmern passiert.
So ging es mit Jager an der Spitze und Kipruto sowie El Bakkali an seinen Fersen in die letzte Runde. Der Abstand zu den Verfolgern vergrößerte sich weiter und betrug auf der letzten Gegengeraden schon circa zwanzig Meter. Vor Beginn der Zielkurve attackierte Kipruto und übernahm die Führung. Auch El Bakkali zog an Jager vorbei. Auf der Zielgeraden setzte sich Conseslus Kipruto klar durch und errang nach dem Olympiasieg 2016 nun seinen ersten Weltmeistertitel. Soufiane El Bakkali lief als Zweiter durchs Ziel, während Jager zum Schluss die Kräfte etwas ausgingen. Hinter ihm kämpfte sich Mekhissi mit einem starken Schlussspurt immer näher an den US-Amerikaner heran. Doch es reichte nicht mehr, Evan Jager gewann die Bronzemedaille, Mahiedine Mekhissi wurde Vierter. Stanley Kebenei belegte Rang fünf vor dem Kanadier Matthew Hughes sowie den beiden Äthiopiern Tesfaye Deriba und Tafese Seboka.

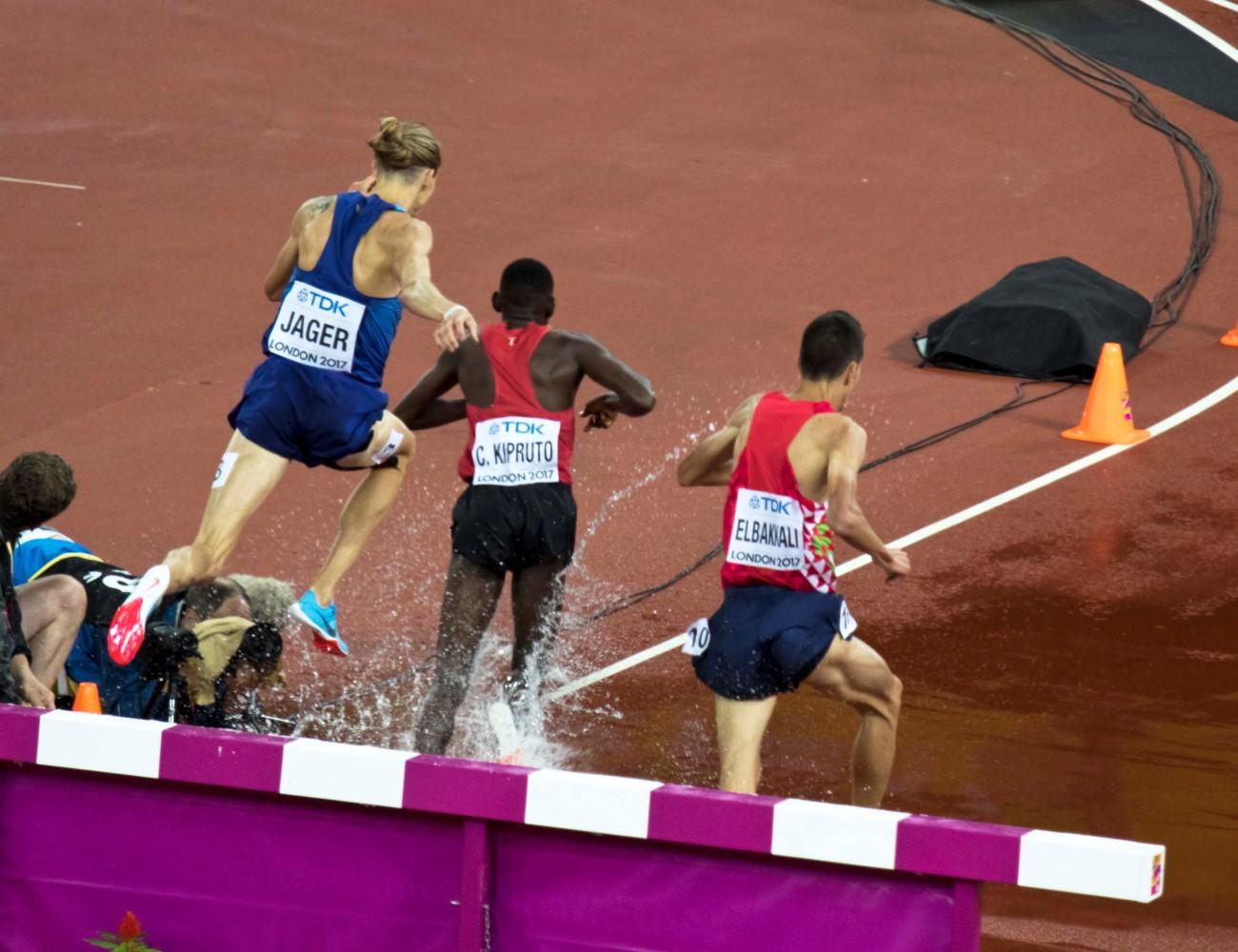
Überquerung des Wassergrabens im Finale

| Resultat | Resultat               | Resultat   | Resultat                          |
| Platz    | Athlet                 | Land       | Zeit (min)                        |
| -------- | ---------------------- | ---------- | --------------------------------- |
|          | Conseslus Kipruto      | Kenia      | 8:14,12                           |
|          | Soufiane el-Bakkali    | Marokko    | 8:14,49                           |
|          | Evan Jager             | USA        | 8:15,53                           |
| 4        | Mahiedine Mekhissi     | Frankreich | 8:15,80                           |
| 5        | Stanley Kebenei        | USA        | 8:21,09                           |
| 6        | Matthew Hughes         | Kanada     | 8:21.84 SB                        |
| 7        | Tesfaye Deriba         | Äthiopien  | 8:22,12                           |
| 8        | Tafese Seboka          | Äthiopien  | 8:23,02                           |
| 9        | Getnet Wale            | Äthiopien  | 8:25,28                           |
| 10       | Albert Chemutai        | Uganda     | 8:25,94                           |
| 11       | Ezekiel Kemboi         | Kenia      | 8:29,38                           |
| 12       | Jairus Kipchoge Birech | Kenia      | 8:32,90                           |
| 13       | Yoann Kowal            | Frankreich | 8:34,53                           |
| 14       | Jacob Araptany         | Uganda     | 8:49,18                           |
| DSQ      | Bilal Tabti            | Algerien   | IAAF Rule 163.3a – Bahnübertreten |

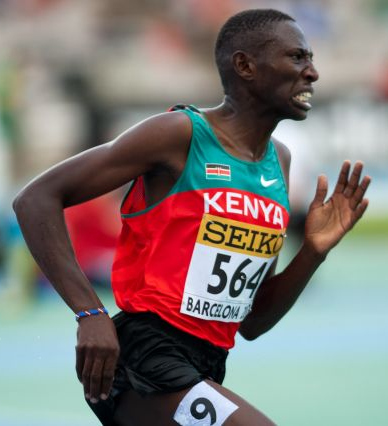
Weltmeister Conselius Kipruto
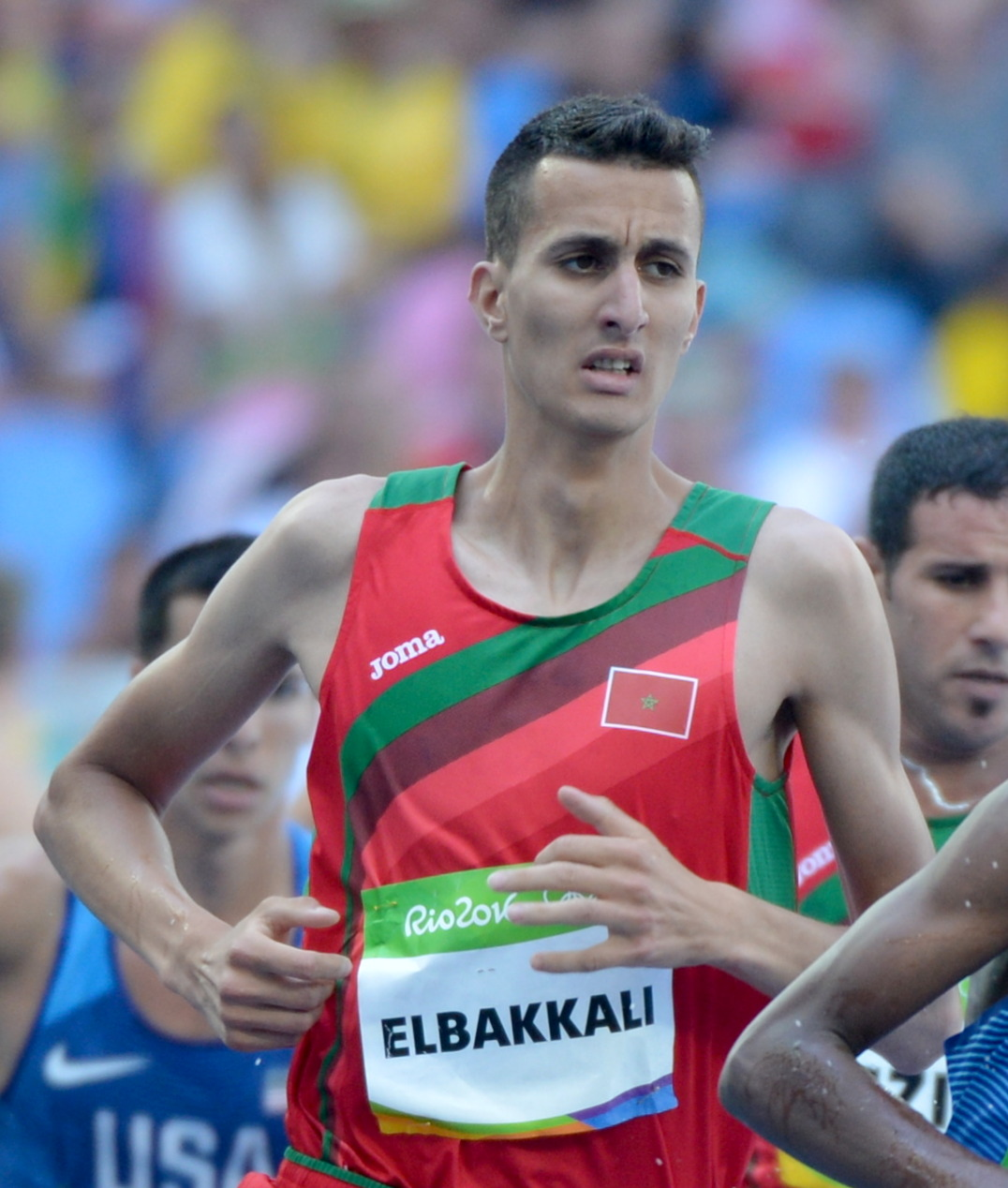
Vizeweltmeister Soufiane El Bakkali
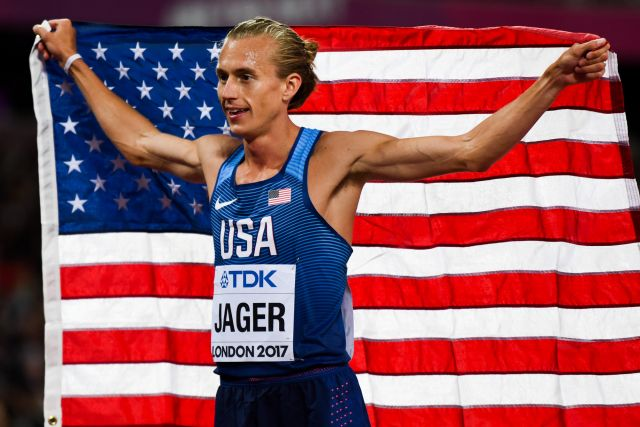
Bronzemedaillengewinner Evan Jager

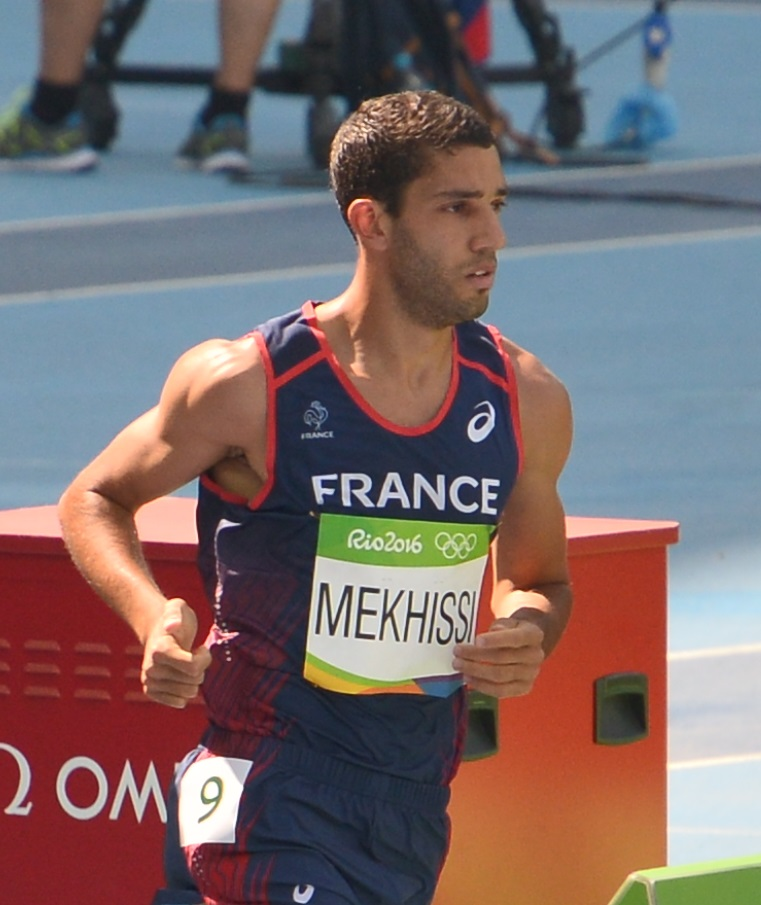
Mahiedine Mekhissi belegte Rang vier
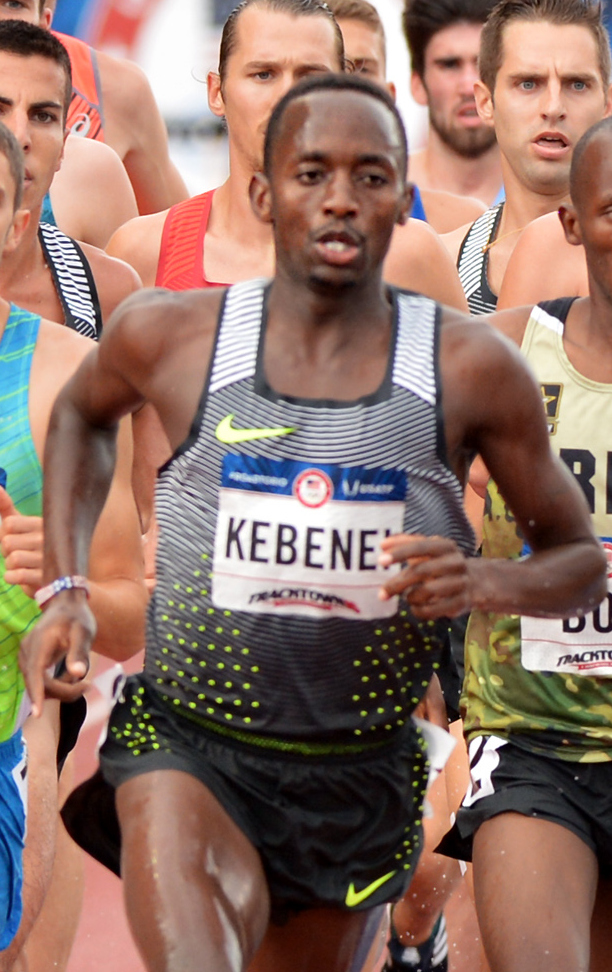
Rang fünf für Stanley Kebenei
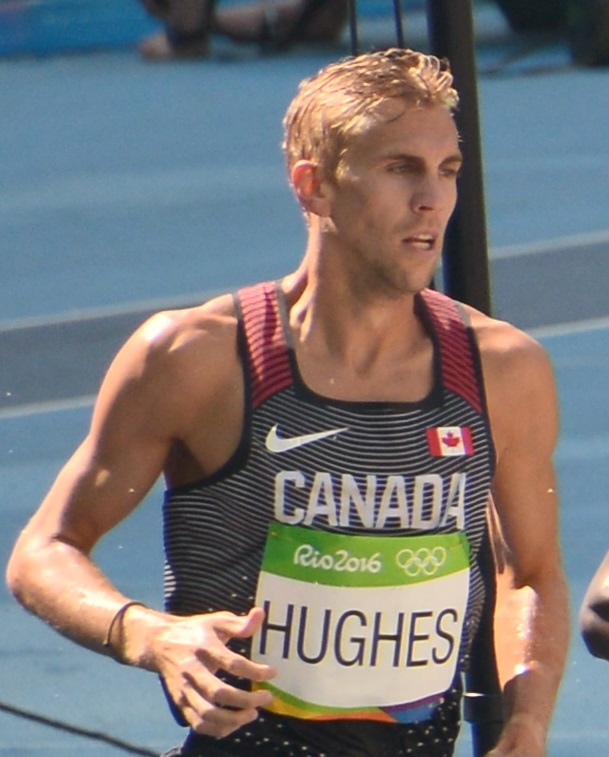
Matthew Hughes kam auf den sechsten Platz
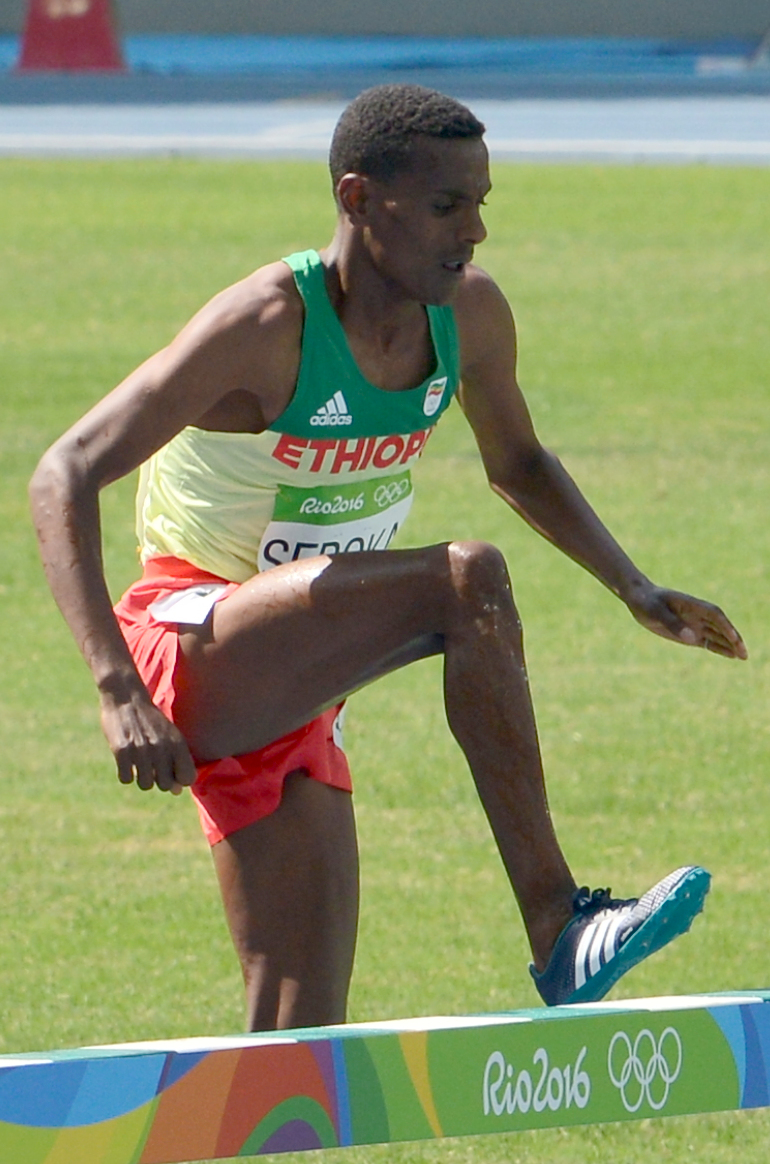
Tafese Seboka erreichte Platz acht
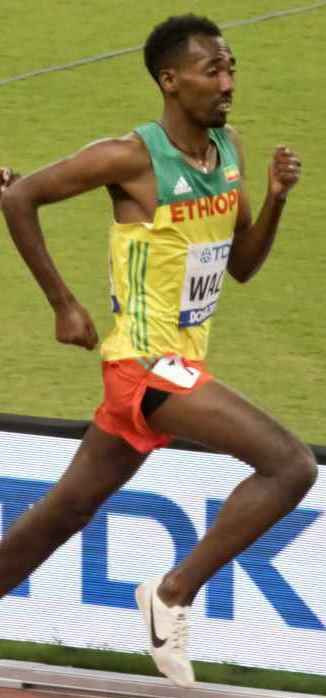
Getnet Wale – Rang neun
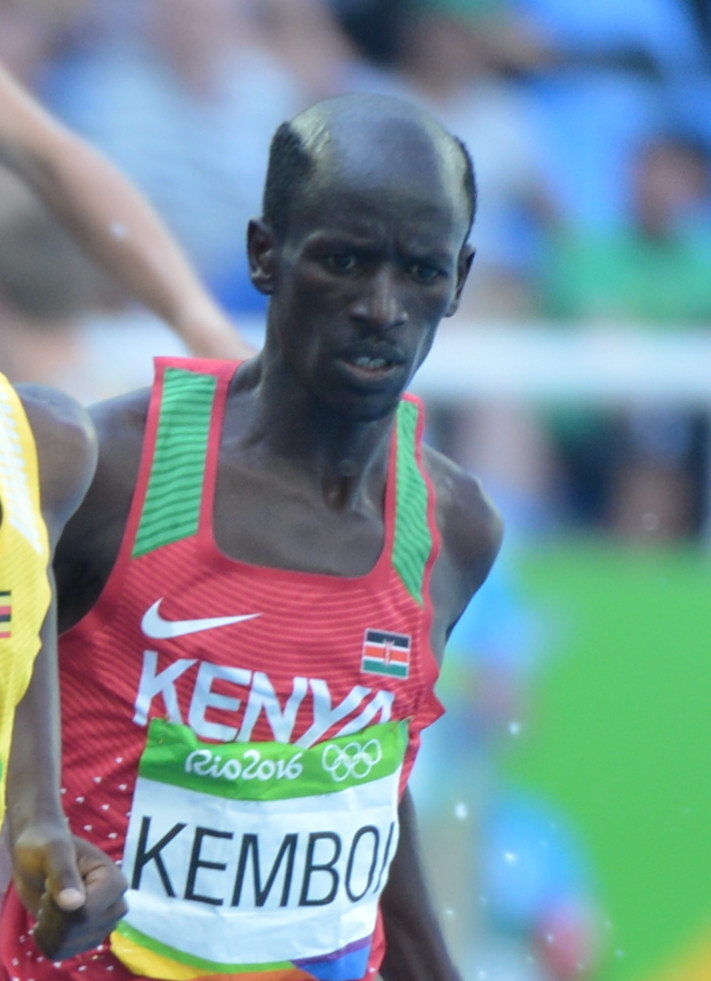
Titelverteidiger Ezekiel Kemboi musste sich diesmal mit Rang elf zufriedengeben
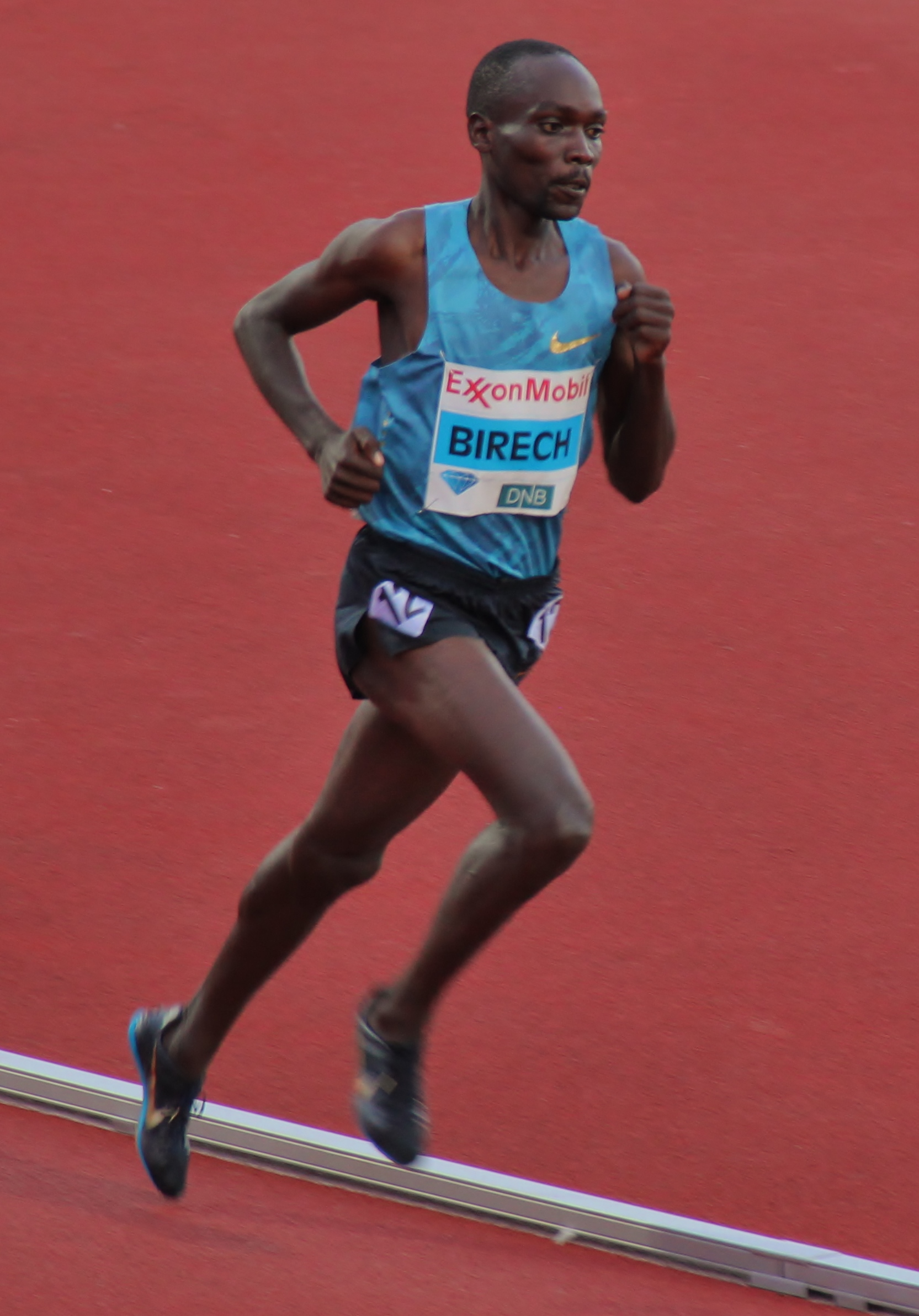
Jairus Birech wurde Zwölfter

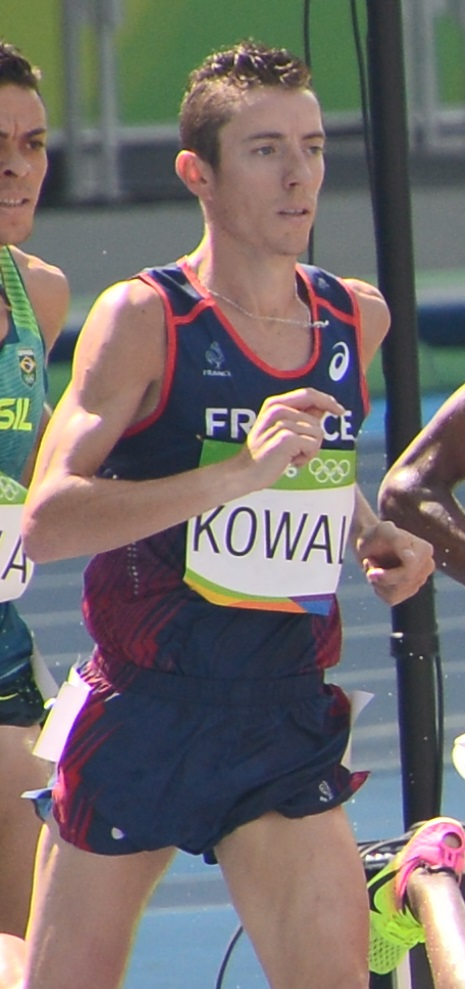
Yoann Kowal erreichte Platz dreizehn
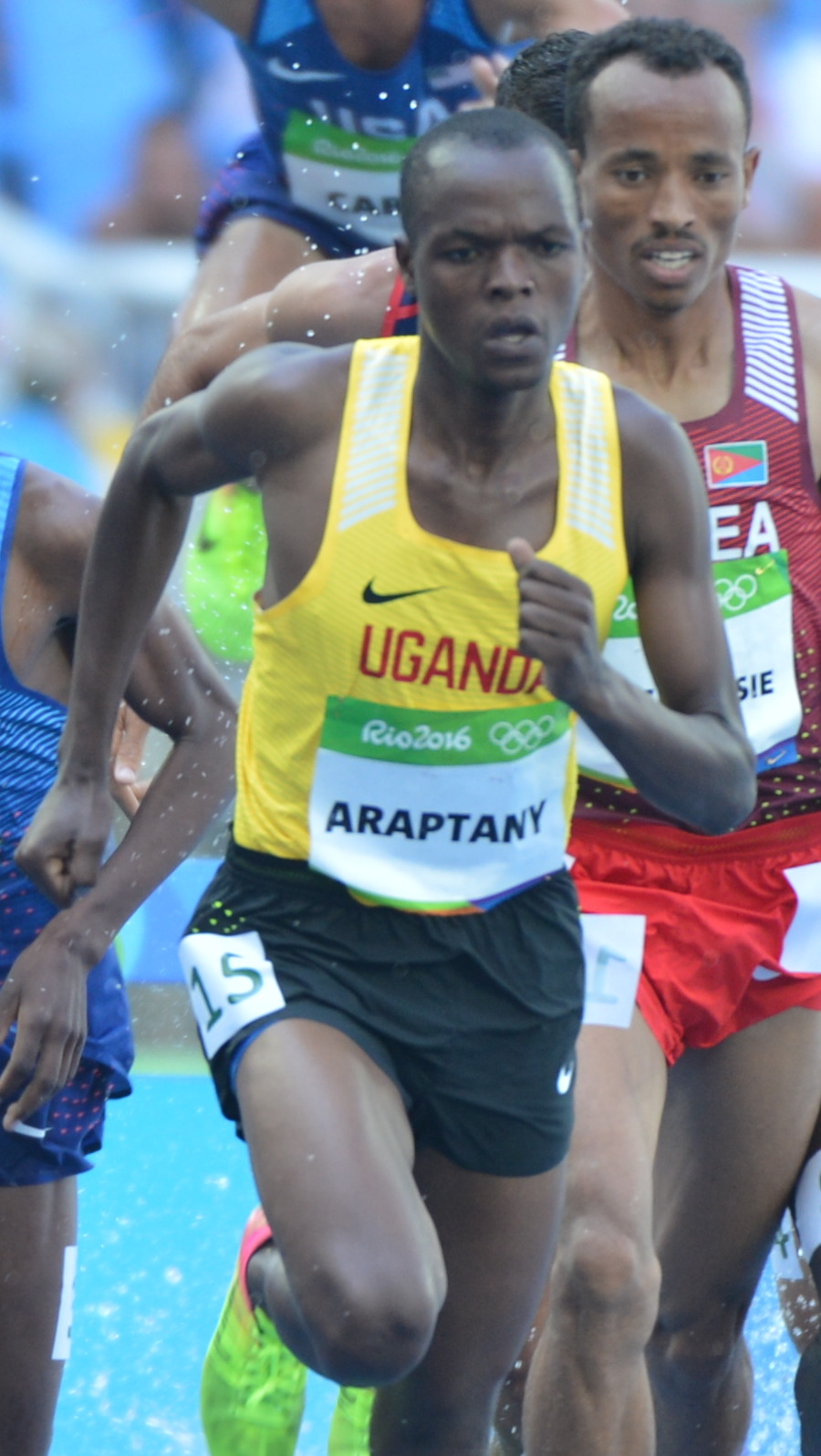
Jacob Araptany kam auf den vierzehnten Platz
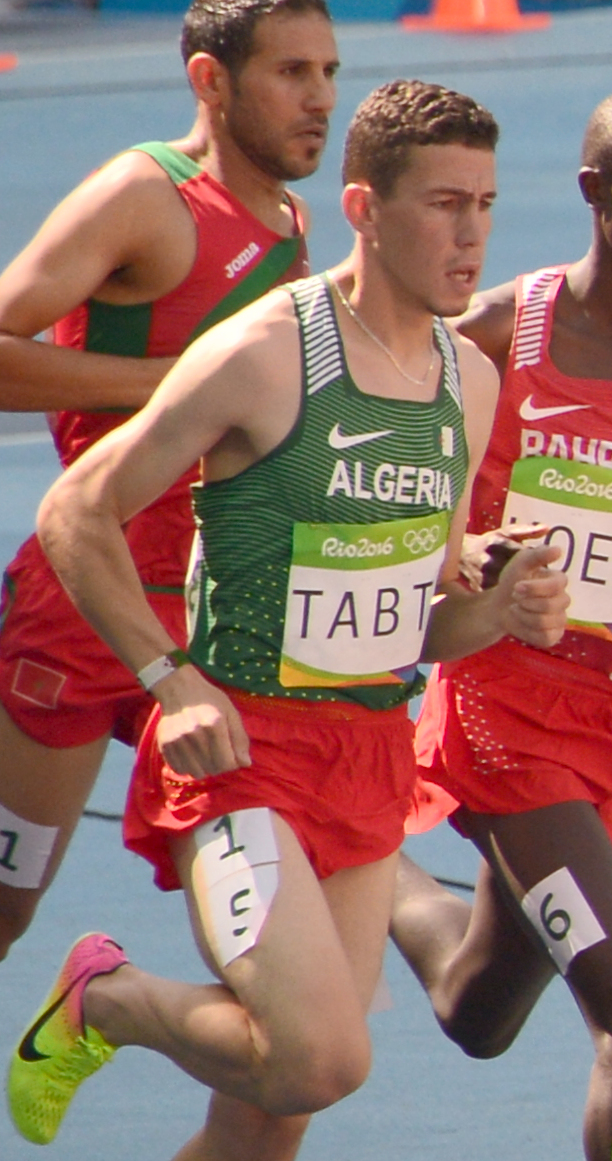
Bilal Tabti wurde im Finale wegen Übertretung der Bahnbegrenzung disqualifiziert

## Video
- Finale 3000 mètres steeple Londres 2017, youtube.com (französisch), abgerufen am 28. Februar 2021